# 周煦
周煦（1480年—1545年），字啓和、號弓岡，江西承宣布政使司吉安府吉水縣（今江西吉水縣）人，明朝政治人物。

## 生平
弘治十七年（1504年）甲子科江西鄉試第七十八名舉人。正德十六年（1521年）中式辛巳科進士，授行人司行人，嘉靖四年（1525年）五月擢湖廣道監察御史，巡按雲貴，十二年十二月陞大理寺左寺丞，晉大理寺少卿，為官治理法案多所平反，百姓均信服其審判。十七年七月升都察院左佥都御史，二十年八月官至都察院左副都御史，嘉靖二十四年（1545年），卒於任內。著有《三窮圖》。。

## 家族
曾祖周資貴，贈工部員外郎；祖父周希用；父周梯雲，母許氏。永感下。